# ちぇ〜んじ! 〜あの娘になってクンクンペロペロ〜
『ちぇ〜んじ! 〜あの娘になってクンクンペロペロ〜』は、May-Be SOFT（有限会社リエーヴル）の開発で、テックアーツから2014年7月25日に発売されたアダルトゲーム。

## あらすじ
日頃から女の子と入れ替わってHなイタズラを妄想している主人公、天坂悠介は何気なくダウンロードした無料通話アプリ「コネクト」の1億人目のユーザーになる。その特典としてコネクトの運営会社から送られてきたのはコネクトのマスコットキャラにして特別製の自立型ロボ、ポメクトと女の子とチェンジできる機能の付いたアプリだった。夢にまで見たチェンジ能力を得た悠介は、この能力を駆使して次々と女の子たちにイタズラを行っていくのだった。

## 登場人物

### メインキャラクター
天坂 悠介（あまさか ゆうすけ）
声 - なし。名前は初期設定のためプレイヤーの手で変更可能。
桜雛学園2年C組。身長172cm、血液型はO型。趣味は妄想。父親は長期の出張で不在、母親は幼い頃に他界しているため、アパートで1人暮らしをしている。
プチイケメンだが、日頃から女の子と入れ替わってイタズラしたいと考えている変態紳士。ひょんなことから無料通話アプリ『コネクト』の1億人目のユーザーになったことで、コネクトの運営会社より特典として送られてきた『チェンジ機能付きアプリ』を手に入れたことで、自身が抱いていた妄想を現実の物にするべく、身近な女の子たちにつぎつぎとイタズラを仕掛けていく。なお、『へんし〜ん!!! 〜パンツになってクンクンペロペロ〜』の主人公、天坂裕二は従兄に当たる。
絹村 羽衣（きぬむら うい）
声 - 安芸河えな
桜雛学園2年C組。保健委員。身長153cm、血液型はA型。誕生日は9月2日の乙女座。主人公に想いを寄せるゆるふわ系女子。
最近転入してきたばかりのクラスメイトで、主人公が住むアパートの隣にある一軒家に住んでいる。可愛い物が大好きで、羊毛フェルトでぬいぐるみを作ることが趣味。極度の運動音痴であり、何もないところでよく転ぶ。幼い顔に巨乳というアンバランスな体型の持ち主で、男子の間では『きょにゅむら』という渾名を付けられているが、箝口令が敷かれているため、本人はそのことに全く気づいていない。
小倉 香菜（おぐら かな）
声 - 成瀬未亜
桜雛学園2年C組。身長159cm、血液型はB型、誕生日は11月29日の射手座。いわゆるギャル系女子でスレンダーな体型をしている。
空気を読むことに長けており、女子の友人は大勢いるが、男子、特にオタク層に対しては手厳しい態度を取る。実は"きゃなるぽ"というコスプレネームでコスプレ活動をしている隠れオタク女子で、ナマナマ動画で生主として動画配信も行っている。最近はライトノベル「俺のメイドさんが大剣を背負っているんだが」にハマっており、作中ではヒロインの御剣 咲耶(みつるぎ さくや)のコスプレも披露する。
宮森 さくら（みやもり さくら）
声 - 手塚りょうこ
主人公のクラスの担任で美術教師。身長162cm、血液型はO型、誕生日は2月7日の水瓶座。ゆったりとした森ガールスタイルがよく似合う全生徒憧れの女教師。生徒の間では彼女の住まいは観葉植物だらけでプチトマトを栽培している「宮森ガーデンハウス」ではないかと噂されているが、実はずぼらな性格で、部屋の中は下着や生理用品で散らばっている汚部屋と化している。その上、お腹周りもだらしなく、森ガールスタイルもその体型を隠すためのものであった。
ただし結婚願望はあり、友人のゆみと「ヒトリミーズ」というグループを作っている。嫌いな言葉は「適齢期」。
人気アイドルグループ「よめいりクローバー4」にドハマりしているドルオタでもあり、特にリーダーの葦川 真白(よしかわ ましろ)が推しメンで、部屋の一部はよめクログッズで占領されている。
田辺 瑠未亜（たなべ るみあ）
声 - 蒼依ハル
桜雛学園1年D組。図書部員。身長150cm、血液型はAB型、誕生日は6月10日の双子座。物静かでミステリアスな雰囲気を持つクール系女子。ソーシャルゲーム『遊撃学園モノメイド』のトップランカー"V・M・T"の正体でもある。
普段は図書室の片隅でスマホをいじっており、時折意味の分からない言葉を呟く。実は厨二病かつコミュ障で、会話するときも極度に緊張してボソボソと話してしまうため、周囲からはクールキャラだと思われているが、厨二病発言をするときは打って変わって饒舌になる。そんな性格もあって主人公のチェンジ能力ついても序盤から気づき、特殊能力と勘違いして以降は彼を『マスター』と崇拝している。好物は無調整の豆乳。
『厨二病喫茶エターナルフォース』で『ヴェル・Ｍ・ターナー』という名前でアルバイトをしており、客からは「ヴェルたそ」の愛称で親しまれている。

### サブキャラクター
ポメクト
声 - 金松由花
コネクトのマスコットキャラクターで、チェンジシステムのナビゲーションロボット。名前は「ポメラニアン」と「コネクト」に由来する。語尾に「～っポ」と付けて喋る。主人公がコネクトの1億人目のユーザーになったことに伴い、コネクトの運営会社よりチェンジシステムのナビゲーターとして送られてきた。
ノリが良い性格で、主人公のことを「ましゅたー」と呼んでいるが、あくまでも主人公とはビジネスライクとしての付き合いだとしている。電源プラグの差込口は 　お尻にあり、主人公に挿してもらう度によく喘いでいる。また、作中ではぬいぐるみとして商品化されており、ヒロインの部屋に1体ずつ置かれている。
山花 遥（やまはな はるか）
声 - 阿知良紅子
桜雛学園2年D組。身長160cm、血液型はO型、誕生日は10月28日の蠍座。羽衣の親友で、彼女のおっぱいを揉むことを生き甲斐としているアホの子。若干百合の気があり、自身が女性であることを良いことに羽衣に対してセクハラの限りを尽くしている。
小田原 雅紀（おだわら まさき）
声 - 島田友樹
桜雛学園2年C組。身長169cm、血液型はA型、誕生日は4月10日の牡羊座。主人公の親友で、通称は"オタワラ"。自称"意識の高いオタク男子"で、アニメやゲームといったサブカルチャーをこよなく愛している。基本的に二次元にしか興味はないらしいが、声優、アイドルは2.5次元なのでOKらしい。